# Caventou (månekrater)
Caventou er et meget lille nedslagskrater på Månen. Det befinder sig i den vestlige del af Mare Imbrium på Månens forside og er opkaldt efter den franske kemiker Joseph B. Caventou (1795 – 1877).
Navnet blev officielt tildelt af den Internationale Astronomiske Union (IAU) i 1976. 
Før det blev omdøbt af IAU, hed dette krater "La Hire D". 

## Karakteristika
Caventoukrateret er cirkulært og skålformet og helt omgivet af maret.

## Måneatlas
- Billeder af Caventoukrateret i LPI-måneatlasset